# トマス・ステュアート (司祭)
トマス・ステュアート（Thomas Stewart）は、スコットランド王ロバート2世の庶子。セント・アンドルーズ司教（在任：1401年 - 1402年）に選出されたが、実質的な就任ができないまま退任した。

## 経歴
1380年、アヴィニョンの対立教皇クレメンス7世は、グラスゴー司教区 (Bishopric of Glasgow) ストーボ（Stobo）の律修司祭の地位と聖職禄に加え、セント・アンドルーズ司教区の大執事職を、トマスに与えた。1389年、ロバート2世王はトマスのために、他の諸々の役職とともにダンケルド司教区 (Bishopric of Dunkeld) の首席司祭 (dean) の地位を占める権利を与えることを教皇に要請して、これを認められ、1389年には、教皇によってトマスにブリーヒン司教区 (Bishopric of Brechin) の律修司祭の座が与えられた。この頃、大執事であったトマスは、パリ大学から教会法の学士号を取得した。
1401年7月1日、セント・アンドルーズ司教ウォルター・トレイルが没したのを受けて、トマスは後任に選出され、司教管区の空席を埋めることになった。しかし、対立教皇ベネディクトゥス13世がフランス王シャルル6世の軍勢に包囲されていたため、トマスは教皇からの承認を得られないままでいた。こうした状況下で、トマスの選出は、当時の政治的闘争の犠牲となってしまった。トマスは、甥のロスシー公爵デイヴィッド・ステュアートの支持を受けており、1401年を通じて、ロスシー公爵の軍勢はセント・アンドルーズ地方で活発な動きを見せていた。しかしこの結びつきは、トマスの異母兄弟であるオルバニー公爵ロバート・ステュアートとの対立を招いた。ダンバートン城を支配下に収めるため、オルバニー公爵は城を守っていたウォルター・ド・ダニエルストンに、セント・アンドルーズの半ば空席になっていた司教管区を委ねた。1402年、司教に選出されたままだったトマスはオルバニー公爵とアバネシーで会見し、トマスは司教への就任権を放棄し、新たに選出をやり直すことに同意した。